# Stihl
Stihl, službeno Andreas Stihl AG & Co. KG, svjetski poznati njemački proizvođač motornih pila i šumarske opreme sa sjedištem u Waiblingenu kraj Stuttgarta. Tvrtku je 1926. osnovao inženjer Andreas Stihl, čiji su potomci vlasnici tvrtke.
Zapošljava oko 14 900 radnika i ostvaruje prosječnu godišnju dobit u iznosu od oko 3 milijarde eura.

## Vanjske poveznice
- Službene stranice (njem.)